# Старі Казанчі
Старі Казанчі́ (рос. Старые Казанчи, башк. Иҫке Ҡаҙансы) — село у складі Аскінського району Башкортостану, Росія. Адміністративний центр Казанчинської сільської ради.
Населення — 631 особа (2010; 725 у 2002).
Національний склад:
- башкири — 91 %

## Видатні уродженці
- Сафін Нурулла Давлетгареєвич — Герой Радянського Союзу.